# Lacoste (bedrijf)

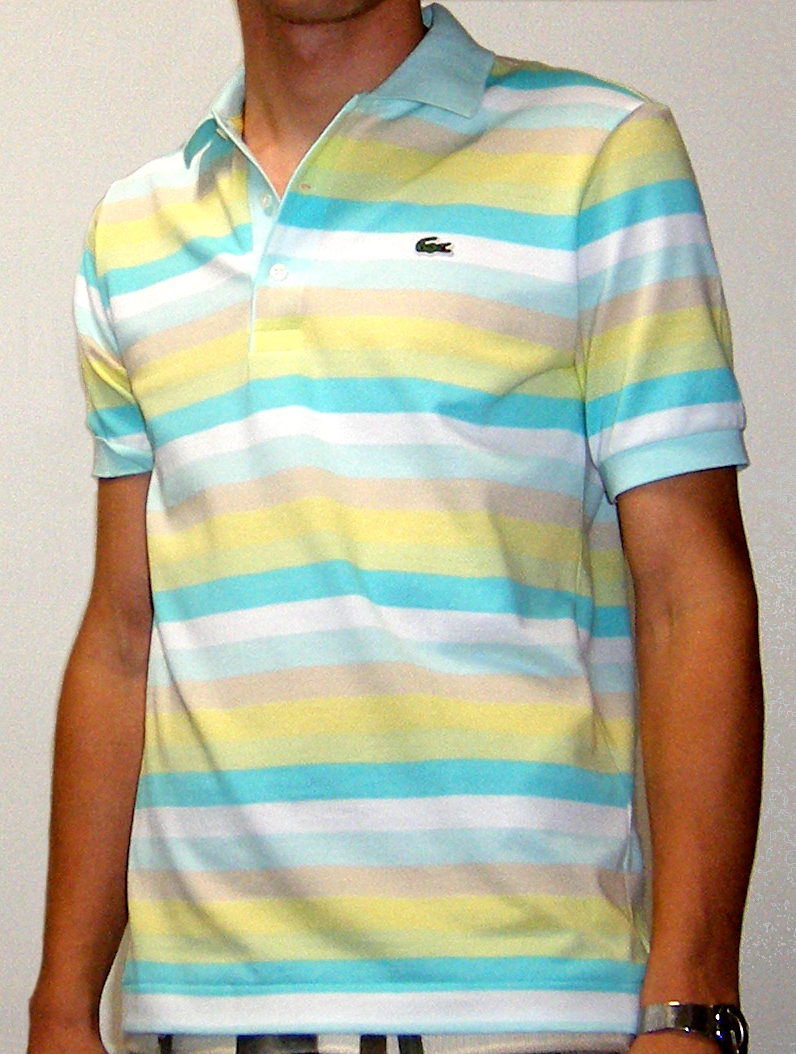
Een Lacoste-polo van de lentecollectie 2006

Lacoste is een Frans kledingbedrijf. Het is opgericht door René Lacoste in 1933, een beroemde Franse tennisspeler, en André Gillier. Het bedrijf ontwerpt, produceert en verkoopt kleding, schoeisel, parfum en monturen over de hele wereld. Het bedrijf gebruikt als logo een groene krokodil; dit is een verwijzing naar de bijnaam le Crocodile van René Lacoste.

## Geschiedenis
Nadat René Lacoste stopte met tennis, zette hij samen met vriend André Gillier, eigenaar van het grootste textielbedrijf van Frankrijk in 1933, het bedrijf op  en ontwierp hij het revolutionaire Lacoste poloshirt met een groene krokodil op de linkerborst. Lacoste was ook de eerste persoon die het poloshirt bedacht. René Lacoste produceerde niet alleen kleding voor tennis, maar ook voor golf en de zeilsport. In 1951 begon het bedrijf met het produceren van gekleurde shirts. Voorheen leverde Lacoste uitsluitend in de kleur die ze zelf "tennis white" noemden. Vanaf 1952 werden de shirts naar de Verenigde Staten geëxporteerd en kreeg het merk een upper class-imago.
Het bedrijf wordt nog altijd geleid door de familie Lacoste zelf. Van 1963 tot 2005 stond Bernard Lacoste aan het hoofd van het bedrijf, sinds 2005 is zijn broer Michel Lacoste president-directeur. Het hoofdkantoor van Lacoste is gevestigd in Parijs.